# NGC 1025
NGC 1025 è una galassia a spirale barrata situata nella costellazione dell'Orologio, a una distanza di circa 305 milioni di anni luce dalla nostra Via Lattea.

## Scoperta
La galassia è stata scoperta l'11 settembre 1836 dall'astronomo britannico John Herschel.

## Descrizione
NGC 1025 ha una classe di luminosità II.